# Bram Delvaux
Bram Delvaux (Tienen, 19 september 1977) is een voormalig Belgisch politicus voor Open Vld.

## Levensloop
Delvaux werd in 2001 licentiaat in de rechten aan de VUB, behaalde in 2002 het diploma van publiek en administratief recht aan de ULB en werd in 2003 Master in Energy and Environmental Law aan de Katholieke Universiteit Leuven, waar hij in 2001 tevens het diploma van doctor in de rechten behaalde.
Beroepshalve is hij sinds 2005 senior wetenschappelijk medewerker aan het Instituut voor Milieu- en Energierecht van de rechtsfaculteit van de KU Leuven. Van 2013 tot 2017 was hij docent aan de Universiteit van Malta. Ook werd Delvaux van 2007 tot 2020 medezaakvoerder van B&G Energy Improvements, een bedrijf dat zich toelegde op de energie-efficiëntie van gebouwen. 
Van 2003 tot 2009 was Delvaux adviseur in energie- en klimaatdossiers op de kabinetten van federaal en Vlaams minister Fientje Moerman (2003-2007) en Vlaams minister Dirk Van Mechelen (2007-2009). Ook werd hij raadgever bij de Open Vld-studiedienst, waar hij de partijvoorzitter en parlementsleden adviseerde over energie- en klimaatdossiers. Van 2014 tot 2015 was hij adjunct-kabinetschef van toenmalig Vlaams minister van Energie Annemie Turtelboom. Tussendoor werkte hij van 2004 tot 2005 en van 2012 tot 2014 en van 2016 tot 2020 als advocaat bij een aantal grotere kantoren, achtereenvolgens bij Allen & Overy, Linklaters en Eubelius. Sinds 2023 is hij senior legal counsel bij het oliebedrijf ExxonMobil.
Voor Open Vld was hij vanaf januari 2013 eveneens gemeenteraadslid van Tienen, waar hij van 2015 tot 2018 schepen van Sociale Zaken en Kinderopvang en OCMW-voorzitter was. Na de gemeenteraadsverkiezingen van oktober 2018 werd Delvaux in januari 2019 eerste schepen, bevoegd voor Financiën en Ruimtelijke Ordening, wat hij bleef tot in december 2024. Bij de gemeenteraadsverkiezingen van oktober 2024 werd hij nog herkozen als gemeenteraadslid, maar hij besloot niet meer te zetelen om zich te concentreren op zijn gezinsleven en andere professionele functies.
Bij de federale verkiezingen van mei 2019 stond Delvaux als eerste opvolger op de Open Vld-lijst in de kieskring Vlaams-Brabant. Van maart tot oktober 2020 was hij lid van de Kamer van volksvertegenwoordigers in opvolging van Maggie De Block, die in die periode minister was in de Regering-Wilmès II. Van juni tot oktober 2020 zat hij tevens de Kamercommissie Energie, Leefmilieu en Klimaat. Nadat Delvaux na het einde van het ministerschap van De Block zijn zetel in de Kamer verloor, werd hij van oktober 2020 tot april 2023 adjunct-directeur van de beleidscel Noordzee op het kabinet van federaal minister Vincent Van Quickenborne. 